# コロンビア時間
コロンビア時間（コロンビアじかん、スペイン語: Hora legal de Colombia、COT）は、コロンビアで使用されている協定世界時から5時間遅らせた（UTC-5）標準時である 。夏時間は実施されていない。過去には1992年5月から1993年4月の11ヶ月間実施された。

## IANA time zone database
tz databaseのzone.tabには、コロンビアの標準時が1つ含まれている。
| 国コード | 座標        | TZ             | 注釈 | 協定世界時との差 | 夏時間 | 備考 |
| -------- | ----------- | -------------- | ---- | ---------------- | ------ | ---- |
| CO       | +0436−07405 | America/Bogota |      | −05:00           | −05:00 |      |